# Хиацинтови ари
Хиацинтовите ари (Anodorhynchus) са род птици от семейство Папагалови (Psittacidae).
Таксонът е описан за пръв път от Йохан фон Спикс през 1824 година.

## Видове
- Anodorhynchus glaucus – Сив ара
- Anodorhynchus hyacinthinus – Хиацинтов ара
- Anodorhynchus leari – Ара леара
- Anodorhynchus purpurascens